# Latin American Poker Tour (1.ª temporada)
A primeira temporada da Latin American Poker Tour foi disputada no ano de 2008 com três eventos nas cidades do Rio de Janeiro (Brasil), San José (Costa Rica) e Punta del Este (Uruguai).

## Resultados

### LAPTRio de Janeiro
- Cassino: Intercontinental Hotel [1]
- Buy-in: $2,500
- Duração: 3 de maio de 2008 (sexta-feira) à 5 de maio de 2008 (domingo)
- Números de buy-ins: 314
- Premiação total: $785,000
- Número de premiados: 32
- Mão vencedora: 8♠ 7♠

| Mesa final | Mesa final             | Mesa final |
| Pos.       | Nome                   | Prêmio     |
| ---------- | ---------------------- | ---------- |
| 1º         | Julien Nuijten         | $222,940   |
| 2º         | Vitaly Kovayzin        | $117,750   |
| 3º         | Nikolai Senninger      | $86,350    |
| 4º         | Alex Brenes            | $62,800    |
| 5º         | Eduardo Henriques      | $47,100    |
| 6º         | Oliver Kugler          | $31,400    |
| 7º         | Rafael Pardo           | $23,550    |
| 8º         | Juan Carlos Burguillos | $15,700    |
| 9º         | Severin Walser         | $11,775    |

### LAPTSan José
- Cassino: Ramada Plaza Herradura [1]
- Buy-in: $2,500 + $200
- Duração: 22 de maio de 2008 (quinta-feira) à 24 de maio de 2008 (sábado)
- Número de buy-ins: 398
- Premiação total: $965,150
- Número de premiados: 32
- Winning Hand: A♥ A♦

| Mesa final | Mesa final          | Mesa final |
| Pos.       | Nome                | Prêmio     |
| ---------- | ------------------- | ---------- |
| 1º         | Valdemar Kwaysser   | $274,103   |
| 2º         | Max Steinberg       | $144,773   |
| 3º         | Steven Silverman    | $106,167   |
| 4º         | Alexander Soderlund | $77,213    |
| 5º         | Alec Torelli        | $57,909    |
| 6º         | Pawel Sanojca       | $38,606    |
| 7º         | Ashton Griffin      | $28,956    |
| 8º         | Joe Ebanks          | $19,303    |
| 9º         | Steven Thompson     | $14,477    |

### LAPTPunta del Este
- Cassino: Mantra Resort Spa Casino [1]
- Buy-in: $2,500 + $200
- Duração: 7 de agosto de 2008 (quinta-feira) à 9 de agosto de 2008 (sábado)
- Número de buy-ins: 351
- Premiação total: $851,175
- Número de premiados: 32
- Mão vencedora: K♠ 3♣

| Mesa final | Mesa final          | Mesa final |
| Pos.       | Nome                | Prêmio     |
| ---------- | ------------------- | ---------- |
| 1º         | José Miguel Espinar | $241,735   |
| 2º         | Alex Brenes         | $127,675   |
| 3º         | Lisandro Gallo      | $93,630    |
| 4º         | Alexandre Gomes     | $68,100    |
| 5º         | Gylbert Drolet      | $51,070    |
| 6º         | Sidney Chreem       | $34,045    |
| 7º         | Juan José Pérez     | $25,535    |
| 8º         | Paulo César Ribeiro | $17,025    |
| 9º         | Carlos Curi         | $12,765    |